# Kombinirani transport
Kombinirani transport ali tudi večnačinovni prevoz je kombinacija najmanj dveh oblik transporta (železnica-cesta, železnica-ladja) v enotni transportni verigi brez menjave transportne enote - univerzalni kontejner.

## Lastnosti kombiniranega transporta
- transport blaga se opravi z najmanj dvema različnima prevoznima sredstvoma iz dveh različnih vej transporta
- v celotnem transportnem procesu se sklene toliko pogodb o prevozu, kolikor je vključenih transportnih vej, različnih vrst prevoznih sredstev
- izda se toliko dokumentov o prevozu kolikor je zaključenih pogodb o prevozu
- celotni transportni proces lahko organizira en ali več organizatorjev transporta

## Oblike kombiniranega transporta
Spremljani kombinirani transport tovorno cestno vozilo se skupaj s transportno enoto prevaža po železnici na posebnih nizkih vagonih. Promet poteka med posameznimi specializiranimi terminali. Voznik cestnega tovornega vozila spremlja svoje vozilo v posebnem potniškem vagonu.
Nespremljani kombinirani transport transportna enota se prevaža po železnici med posameznimi specializiranimi terminali. Dovozi in odvozi transportnih enot na terminal potekajo s cestnimi tovornimi vozili. Pretovor iz cestnega vozila na vagon se opravlja s prekladalno mehanizacijo.

## Zgodovina kombiniranega transporta v Sloveniji
Razvoj kombiniranega transporta se je v Sloveniji začel pred 40. leti na železnici. Železnica je bila prva, ki je strankam v tistem času ponudila to transportno storitev in zagotovila redne prevoze blaga v kontejnerjih. 
Danes so Slovenske železnice še vedno pomemben dejavnik v kombiniranem transportu, saj prepeljejo okrog 20 odstotkov tovora ali 3,8 milijona ton na leto v kombiniranem prevozu, od tega dve tretjini z zabojniki in približno eno tretjino z drugimi storitvami kombiniranega transporta.
- 1969 - ZŽTP Ljubljana,Slovenija sadje in Feršped začnejo s prevozi sadja v kontejnerjih na zahodnoevropsko tržišče
- 1970 - odprt začasni kontejnerski terminal na železniški postaji Ljubljana
- 1971 - prvi kontejnerski vlak iz Velenja, s hladilniki iz tovarne Gorenje za ZDA
- 1975 - odprt začasni kontejnerski terminal v BTC Javna skladišča Ljubljana
- 1979 - odprt sodobni pomorski kontejnerski terminal v Luki Koper
- 1979 - začetek kontejnerskega prekladanje na železniški postaji Celje
- 1983 - odprt sodobni kontejnerski terminal Slovenskih železnic v Ljubljani